# 鉄心橋駅
鉄心橋駅（てっしんきょうえき）は、中華人民共和国江蘇省南京市雨花台区鉄心橋大道にある、南京地下鉄S3号線の駅である。

## 駅名
駅名については、事業着手当初は南京地下鉄集団は「鉄心橋駅」の仮称を用いており、2014年12月31日に「鉄心橋駅」を駅名として第一次公示され、2015年1月23日に駅名が「鉄心橋駅」に決定したことが発表された。

## 歴史
- 2017年12月6日S3号線の駅として開業。

## 駅構造
島式ホーム1面2線の地下2層構造の駅である。

### のりば
| 番線 | 路線             | 方面                                  | 行先        |
| ---- | ---------------- | ------------------------------------- | ----------- |
|      | 南京地下鉄S3号線 | 南京南駅・石楊路・東郊小鎮・東流 方面 | 仙林 行き   |
|      | 南京地下鉄S3号線 | 油坊橋・永初路・呉侯街・馬騾圩 方面   | 西梁山 行き |

## 駅周辺
- 春江花園
- 中国農業銀行
- 南京市鉄心橋小学
- 鳳翔花園

## 隣の駅
南京地下鉄
■S3号線
景明佳園駅- 鉄心橋駅 - 春江路駅